# Segona divisió espanyola de futbol 2006-2007
La temporada de futbol 2006-07 correspon a la 76a edició de la Segona divisió espanyola de futbol que es va disputar entre el 27 d'agost de 2006 i el 27 de juny de 2007. Per raons de patrocini i per primera vegada a la seva història, el campionat va passar a anomenar-se Liga BBVA.
El Reial Valladolid va guanyar el campionat i, junt amb la Unión Deportiva Almería i el Real Murcia va aconseguir l'ascens a la primera divisió espanyola de futbol per la temporada 2007/08.

## Classificació
| Posició | Equip                 | J  | G  | E  | P  | GF | GC | DG  | PTS. |
| ------- | --------------------- | -- | -- | -- | -- | -- | -- | --- | ---- |
| 1       | Reial Valladolid      | 42 | 26 | 10 | 6  | 70 | 35 | 35  | 88   |
| 2       | UD Almería            | 42 | 24 | 8  | 10 | 73 | 49 | 24  | 80   |
| 3       | Real Murcia           | 42 | 21 | 13 | 8  | 62 | 45 | 17  | 76   |
| 4       | Ciudad de Murcia      | 42 | 18 | 9  | 15 | 52 | 44 | 8   | 63   |
| 5       | Cadis CF              | 42 | 15 | 16 | 11 | 53 | 45 | 8   | 61   |
| 6       | Albacete Balompié     | 42 | 16 | 12 | 14 | 49 | 48 | 1   | 60   |
| 7       | CD Tenerife           | 42 | 18 | 6  | 18 | 48 | 51 | -3  | 60   |
| 8       | CD Numancia           | 42 | 15 | 13 | 14 | 48 | 44 | 4   | 58   |
| 9       | Xerez CD              | 42 | 16 | 10 | 16 | 47 | 42 | 5   | 58   |
| 10      | Elx CF                | 42 | 16 | 10 | 16 | 47 | 46 | 1   | 58   |
| 11      | Poli Ejido            | 42 | 16 | 10 | 16 | 52 | 50 | 2   | 58   |
| 12      | UD Salamanca          | 21 | 15 | 12 | 15 | 53 | 50 | 3   | 57   |
| 13      | Sporting de Gijón     | 42 | 16 | 8  | 18 | 53 | 53 | 0   | 56   |
| 14      | CE Castelló           | 42 | 15 | 11 | 16 | 48 | 41 | 7   | 56   |
| 15      | Málaga CF             | 42 | 14 | 13 | 15 | 49 | 50 | -1  | 55   |
| 16      | Hércules CF           | 42 | 14 | 12 | 16 | 48 | 52 | -4  | 54   |
| 17      | Alavés                | 42 | 13 | 13 | 16 | 51 | 60 | -9  | 52   |
| 18      | UD Las Palmas         | 42 | 13 | 12 | 17 | 51 | 59 | -8  | 51   |
| 19      | Reial Madrid Castella | 42 | 13 | 10 | 19 | 55 | 67 | -12 | 49   |
| 20      | SD Ponferradina       | 42 | 11 | 13 | 18 | 45 | 61 | -16 | 46   |
| 21      | Lorca CF              | 42 | 9  | 10 | 23 | 37 | 60 | -23 | 37   |
| 22      | UD Vecindario         | 42 | 9  | 7  | 26 | 42 | 81 | -39 | 34   |

| Ascens | Descens |

Llegenda: J-partits jugats, G-guanyats, E-empatats, P-perduts, GF-gols a favor, GC-gols en contra, DG-diferència de gols, PTS-punts

## Resultats finals
- Campió: Reial Valladolid.
- Ascensos a Primera divisió: Reial Valladolid, UD Almería i Real Murcia.
- Descensos a Segona divisió espanyola de futbol: Celta de Vigo, Reial Societat i Gimnàstic de Tarragona.
- Ascensos a Segona divisió: Racing de Ferrol, Sevilla Atlético, Córdoba CF i SD Eibar.
- Descensos a Segona divisió B: Reial Madrid Castella, SD Ponferradina, Lorca CF i UD Vecindario.
- Trofeu Pitxitxi:  Marcos Márquez (UD Las Palmas).
- Trofeu Zamora:  Alberto (Reial Valladolid).
- Trofeu Zarra:  Marcos Márquez (UD Las Palmas).
- Trofeu Miguel Muñoz:  Unai Emery (UD Almería).
- Trofeu Guruceta:  Cerro Grande.

## Premis

### Trofeu Pitxitxi
| Posició | Jugador        | Equip                 | Gols | Penals |
| ------- | -------------- | --------------------- | ---- | ------ |
| 1r      | Marcos Márquez | UD Las Palmas         | 21   | 3      |
| 2n      | Víctor         | Reial Valladolid      | 19   | 6      |
| 3r      | Álvaro Negredo | Reial Madrid Castella | 18   | 2      |
| 4at     | Llorente       | UE Lleida             | 17   | 0      |
| 5è      | Henok Goitom   | Ciudad de Murcia      | 15   | 2      |
| 6è      | Natalio        | CE Castelló           | 14   | 0      |
| ·       | Iván Alonso    | Real Murcia           | 14   | 0      |
| ·       | Braulio        | UD Salamanca          | 14   | 0      |

### Trofeu Zamora
Només disputen el Trofeu Zamora aquells porters que hagin disputat un mínim de vint-i-vuit encontres, amb almenys seixanta minuts jugats en cada un. Entre parèntesis hi ha el nombre de partits jugats totals.
| Posició | Jugador           | Equip            | Gols | Partits | Mitjana |
| ------- | ----------------- | ---------------- | ---- | ------- | ------- |
| 1r      | Alberto           | Reial Valladolid | 28   | 35(36)  | 0,8     |
| 2n      | Notario           | Real Murcia      | 31   | 36      | 0,86    |
| 3r      | Oliva             | CE Castelló      | 36   | 40      | 0,9     |
| 4at     | Juan Pablo        | CD Numancia      | 41   | 41      | 1       |
| ·       | Sander Westerveld | UD Almería       | 34   | 34      | 1       |
| 6è      | Armando           | Cadis CF         | 37   | 36      | 1,02    |
| 7è      | Willy Caballero   | Elx CF           | 41   | 39      | 1,05    |
| 8è      | Kike              | Poli Ejido       | 46   | 38      | 1,21    |

### Trofeu Zarra
| Posició | Jugador        | Equip                 | Gols | Penals |
| ------- | -------------- | --------------------- | ---- | ------ |
| 1r      | Marcos Márquez | UD Las Palmas         | 21   | 3      |
| 2n      | Víctor         | Reial Valladolid      | 19   | 6      |
| 3r      | Álvaro Negredo | Reial Madrid Castella | 18   | 2      |

### Trofeu Miguel Muñoz
| Pos. | Entrenador           | Equip             | Punts |
| ---- | -------------------- | ----------------- | ----- |
| 1r   | Unai Emery           | UD Almería        | 78    |
| 2n   | Manolo Preciado      | Sporting de Gijón | 73    |
| 3r   | José Luis Mendilibar | Reial Valladolid  | 71    |

### Trofeu Guruzeta
| Pos. | Àrbitre      | Punts | Partis | Mitjana |
| ---- | ------------ | ----- | ------ | ------- |
| 1r   | Cerro Grande | 35    | 23     | 1'52    |
| 2n   | Amoedo Chas  | 25    | 17     | 1'47    |
| 3r   | Gallo Moreno | 20    | 14     | 1'43    |